# Amplasare industrială de utilaje
Amplasarea utilajelor reprezintă aranjarea fizică a  liniilor de fabricație, utilajelor, mașinilor și posturilor de lucru necesare în procesul productiv de conversiune din fabrici, uzine, instalații industriale. Amplasarea utilajelor(engleză :facility layout,franceză :implantation d'usine) este o aranjare a mijloacelor de producție utilizate pentru a crea produse. Fluxul materialelor și al materiei prime, productivitatea și relațiile umane sunt toate influențate de aranjarea utilajelor pentru conversiune. Problema amplasării utilajelor se pune atât pentru fabrici complet noi sau pentru organizații prestatoare de servicii, cât și pentru modernizarea de fabrici existente prin introducere de noi metode și îmbunătățiri ale proceselor de fabricație sau de prestare a serviciului. Deși amplasarea facilităților pentru servicii poate fi similară cu cea folosită pentru fabricarea produselor, totuși pentru facilitățile prestatoare de servicii există deosebiri, de exemplu pentru birouri, retaileri și depozite. O amplasare eficientă și optimizată poate reduce manipulările inutile ale materialelor, poate ajuta la păstrarea unor costuri scăzute și la menținerea fluxului produsului prin utilaje. Obiectivul principal al amplasării este de a asigura fluxul regulat al lucrărilor, materialelor și informațiilor prin sistem.

## Factori care influențează alegerea amplasării
Principalii factori care afectează alegerea tipului de amplasare sunt:
- materiale; acestea pot fi materii prime sau materiale, materiale în curs de procesare, produse finite, materiale de mentenanță etc.; toate acestea necesită depozitare, de aceea tipul de  amplasare trebuie să satisfacă cerințele de depozitare și transport;
- mașini : dimensiunile mașinilor/utilajelor necesare pentru fabricarea produselor, volumul lor și forța de muncă necesară influențează modul de amplasare;
- locație : tipul clădirii, structura și arhitectura sa depind de condițiile solului pe care ea se amplasează și de alți factori. Locația are o influență hotărâtoare asupra planului de transport și de amplasare;
- politici manageriale : managementul de top decide obiectivele care trebuie reținute atunci când se proiectează o amplasare; printre politicile manageriale se pot menționa: extindere viitoare a producției, extindere a automatizării, opțiuni de fabricare sau cumpărare a unor componente etc.;
- tipul de industrie. Specificul (tipul) industriei determină procesul de fabricație, iar acesta dictează tipul de amplasare. Industriile pot fi clasificate în patru tipuri principale: industrii sintetice, industrii analitice, industrii de condiționare și industria extractivă.

Industriile sintetice realizează combinarea elementelor constituente, pentru a fabrica produsul final, de exemplu industria chimică.
Industriile analitice asigură conversia materiei prime în diferite elemente, de exemplu industria petrolieră.
Industriile de condiționare realizează schimbarea formei sau proprietăților fizice, de exemplu turnătorii, industrii de prelucrare a metalelor.
Industria extractivă implică separarea unui element din celelalte. de exemplu a unui metal din minereul de fier.   

## Obiectivele amplasării
Unele obiective ale amplasării sunt următoarele:
- capacitate  de producție suficientă;
- reducerea costurilor de manipulare a materialelor;
- îmbunătățirea productivității;
- utilizarea eficientă a forței de muncă;
- utilizarea eficientă a spațiului fizic disponibil;
- condiții de muncă sigure, în vederea reducerii accidentelor pentru personal.
- să asigure flexibilitatea volumelor de producție și a produselor;
- să permită supravegherea și mentenanța ușoară;
- să admită o utilizare ridicată a mașinilor.

## Principiile amplasării
Cele mai importante principii care trebuie respectate la amplasări industriale sunt următoarele:
٭principiul deplasărilor minime ale angajaților și materialelor între operații;
٭principiul succesiunii: mașinile și operațiile trebuie amplasate în ordinea stabilită de procesul de fabricație;
٭principiul utilizării : spațiul disponibil să fie utilizat eficient;
٭principiul compactității amplasării;
٭principiul siguranței și satisfacției forței de muncă;
٭principiul flexibilității: amplasarea să permită modificarea cu costuri minime la schimbarea produselor;
٭principiul investiției minime de capitaluri fixe.

## Tipuri de amplasare
Amplasările se diferențiază după tipurile de fluxuri ale elementelor de procesat care sunt implicate, iar fluxul elementelor este dictat de natura produselor.
Amplasările de bază sunt:
- amplasarea după proces (sau funcțională);
- amplasarea în flux, după produs;
- amplasarea pentru tehnologii de grup;
- amplasarea cu produsul în poziție fixă;
- amplasarea hibridă (combinată).

Amplasarea după proces (funcțională) este practicată în ateliere cu producție de unicate sau la firme care produc produse personalizate, în volume de producție mici, varietăți de produse, care necesită diferite cerințe de procesare și succesiuni de operații. Amplasările după proces sunt configurații ale utilajelor în care operații cu funcțiune similară sunt grupate împreună, în aceeași zonă sau secție, indiferent de specificul produsului sau serviciului livrat. De aceea, aceste amplasări sunt denumite funcționale. Obiectivul acestor tipuri de amplasări este de a procesa bunuri sau de a oferi servicii care implică o varietate de cerințe de procesare. De exemplu, în industrii de fabricație secțiile de prelucrări pot fi organizate în sectoare separate în care mașini de producție cu destinație generală sunt grupate în conformitate cu funcțiunea lor de fabricație (de exemplu, grupa mașini de frezat, grupa mașini de rectificat, grupa strunguri, grupa prese hidraulice etc).
Aceste grupe de mașini se grupează într-o ordine prezumtivă a proceselor de fabricație. Acest tip de amplasare constituie o amplasare după principiul specializării tehnologice, adică pe baza procesului de fabricație, respectiv a operațiilor de efectuat. În asamblări, utilizarea amplasării după proces poate implica existența unor zone separate pentru producerea diferitelor subansambluri, pentru asamblarea finală, pentru încercări, ambalare etc.  Pentru amplasarea locurilor de muncă după principiul grupelor omogene de mașini se poate aplica metoda verigilor de producție. O verigă de producție reprezintă o legătură, un drum sau un traseu pe care se deplasează materiale sau produse între două locuri de muncă. Cu alte cuvinte, veriga este un cuplu de două utilaje (locuri de muncă) între care se stabilește o relație tehnologică în procesul de fabricație, în sensul că pe acestea se execută două operații tehnologice diferite și succesive în același flux tehnologic.  Criteriul pe baza căruia se face amplasarea este frevența legăturilor dintre locurile de muncă. 
Serviciile care utilizează amplasări după proces includ spitale, universități, bănci, service de reparații auto etc. Exemple de amplasări „după proces” în spitale sunt secțiile de cardiologie, secții de radiologie etc.
Optimizarea amplasărilor după proces implică minimizarea distanțelor de transport, a costurilor și timpului de transport.
Amplasarea în flux, după produs este utilizată în unități de fabricație în flux: la asamblarea repetitivă precum și la industrii cu flux continuu (producția de proces). Secțiile de fabricație în flux tehnologic produc produse standardizate, în volume de producție mari, aceste produse necesitând procese repetitive: cazul producțiilor de serie mare și de masă. Utilajele sunt aranjate în linii de fabricație, cu configurație liniară, în U , în L sau în S, în ordinea efectuării operațiilor pentru un produs sau o varietate restrânsă de produse. Produsul parcurge întotdeauna același traseu unidirecțional. În acest context, prin produs se înțelege produsul finit, un subansamblu sau o piesă componentă. Amplasarea după produs este selectată atunci când volumul de producție al produsului este atât de mare încât poate fi justificată o linie de fabricație separată pentru acel produs.  Volumul producției determină cel mai economic proces iar tehnologia procesului definește succesiunea de operații care sunt efectuate în producție. În final, utilajele sunt plasate în lungul liniei de fabricație în acea succesiune. Exemple pentru industrii cu flux continuu (producții de proces) includ: industria chimică, a hârtiei, rafinării, industria cimentului, industria alimentară etc.
La amplasările după produs sunt utilizate două tipuri de linii de fabricație : cu ritm reglementat și cu ritm liber. Liniile cu ritm reglementat se caracterizează printr-un ritm regulat, egal cu ritmul de lucru al liniei, fiind utilizate conveioare pentru transportul automat al pieselor (produselor) în lungul liniei de utilaje, cu o viteză continuă, astfel încât muncitorii pot efectua operațiile asupra produsului în timp ce acesta este deplasat cu transportorul (de exemplu, în fabricația de automobile).Utilizarea unor instalații speciale de transport de tipul conveioarelor sau benzilor rulante de transport reduce sau elimină, în unele cazuri, intervenția omului. Eliminarea manipulărilor exercitate de operatorii umani are drept consecință, în unele cazuri, reducerea riscurilor de contaminare a produsului, de exemplu în industria farmaceutică sau în industria alimentară.
Pe liniile cu ritm liber (fără ritm impus) se formează „cozi de așteptare” între posturile de lucru, pentru a permite un ritm de lucru variabil. Acest tip de linii nu funcționează bine, din cauza stocurilor mari de producție neterminată, care necesită suprafețe de stocare temporară, intermediară. Se poate utiliza o tehnică de sincronizare a operațiilor pe liniile de asamblare (denumită și echilibrarea liniilor), pentru a grupa lucrările efectuate la posturile de lucru, astfel încât să existe o echilibrare a activităților în timp, între posturile de lucru. Sincronizarea operațiilor pe linie este posibilă prin alocarea activităților la posturile de lucru astfel încât la aceste posturi fiecare operație să necesite timpi aproximativ egali.
Într-o organizație de servicii, cum este de exemplu o spălătorie automată de obiecte de îmbrăcăminte, este adoptată o amplasare după produs cu utilaje dispuse în linie pentru a asigura o funcționare continuă, corespunzător operațiilor procesului. Aceste operații pot fi, de exemplu: 1) clasificarea și marcarea articolelor de îmbrăcăminte; 2) spălarea în mașina de spălare; 3) uscarea în uscător; 4) presarea la presă cu abur; 5) depozitare îmbrăcăminte presată în zona de depozitare; 6) livrare la ghișeu. Fiecare articol trece prin aceeași succesiune de operații și utilizează același flux de lucrări.
Amplasarea pentru tehnologii de grup sau fabricația în celule este un tip de amplasare la care mașini de tipuri diferite sunt grupate  pentru fabricarea unei familii de piese ce necesită prelucrări similare. Aceste grupe de mașini sunt denumite celule de fabricație. O celulă de fabricație cuprinde două sau mai multe mașini-unelte, de obicei cel puțin un centru de prelucrare sau un centru de strunjire, magazine multi-palete și schimbătoare automate de palete și scule pentru fiecare mașină. Fiecare celulă funcționează ca o amplasare după produs. Procesele sunt grupate în celule utilizând tehnologia de grup, care implică identificarea pieselor cu caracteristici constructive similare (formă, dimensiuni, materiale și tratamente termice, toleranțe dimensionale și rugozitatea suprafețelor etc.) și caracteristici de procesare similare (tipul prelucrărilor, mașinile necesare pentru efectuarea acestor prelucrări și succesiunea operațiilor de prelucrare). Pentru gruparea pieselor cu caracteristici constructive similare există programe informatice, de exemplu, Tehnologie de Grup Asistată de Ordinator (franceză : Technologie de Groupe Assistée par Ordinateur -T.G.A.O.).  Uneori, celulele alimentează cu repere o linie de asamblare care produce produsul final. Celulele de fabricație sunt utilizate pentru fabricarea a numeroase produse, de exemplu: cizme, pantofi, îmbrăcăminte, lenjerie, angrenaje, aparate electronice, mobilă, ec hipamente sportive etc.
O versiune automatizată a fabricației celulare este reprezentată de sistemul flexibil de fabricație (SFF) care se află sub controlul unui calculator DNC  ce comandă transferul pieselor la diferitele procese (operații) din cadrul sistemului. O celulă flexibilă de fabricație reprezintă un sistem flexibil de fabricație, alcătuit din una sau două mașini-unelte cu comandă numerică, deservite de unul sau mai mulți roboți care asigură transferul/deplasarea pieselor prelucrate de la o mașină la alta. Celulele de fabricație se caracterizează printr-o anumită autonomie, fiind destinate fabricării complete la toate operațiile a pieselor unei „familii”.
Amplasarea cu produsul în poziție fixă este o amplasare statică, adecvată pentru un produs care are dimensiuni prea mari sau este prea greu pentru a fi deplasat. De exemplu, o navă grea de luptă (cuirasat) nu este produsă pe o linie de asamblare. Pentru a efectua lucrările necesare, produsul este așezat pe un amplasament fix, iar prelucrarea acestuia se face prin deplasarea echipelor de muncitori, a materialelor, echipamentelor și a instrumentelor de lucru spre produsul în curs de fabricație. Echipamentele trebuie să fie transportabile.
Alte amplasări cu poziție fixă includ: construcția de avioane, industria aerospațială, construcția de clădiri, de poduri, instalații de foraj petrolier, spălarea automată a vehiculelor etc.
Amplasări hibride. Se caracterizează prin combinarea mai multor tipuri de amplasări, de aceea sunt denumite amplasări hibride sau combinate. De exemplu, o firmă poate utiliza o amplasare după proces pentru majoritatea proceselor, împreună cu o linie de asamblare. În mod alternativ, o firmă poate utiliza o amplasare conform principiului poziției fixe pentru asamblarea produsului final, însă să utilizeze linii de asamblare pentru a produce componentele și subansamblurile care formează produsul final. Spitalele (care se încadrează în categoria „servicii”) utilizează aranjarea după procese de bază, deși frecvent pacientul implică mai mult o abordare în poziție fixă, în care medicii ,asistentele medicale și echipamentele speciale sunt aduse la pacient.

## Proiectarea amplasării după procese
La serii mici de producție și o varietate mare a produselor, fiecare produs sau grup de produse relativ apropiate parcurg succesiuni diferite de procesare. Astfel, un  produs este realizat prin deplasarea de la un  grup de utilaje la altul într-o succesiune specifică acelui produs.
La proiectarea amplasării după procese, obiectivul cel mai frecvent urmărit constă în aranjarea secțiilor de prelucrări sau departamentelor astfel încât costurile cu manipularea materialelor (pieselor) să fie minime. Secțiile/departamentele între care există fluxuri mari de piese deplasate trebuie să fie amplasate în apropiere (adiacente). 
Costurile cu manipularea materialelor depind de:
٭cantitatea de piese sau numărul de persoane care trebuie deplasate între două secții/departamente într-un anumit interval de timp;
٭costurile de deplasare pe distanțele de transport al pieselor sau de deplasare a oamenilor între secții/departamente.
Se presupune că costul este o funcție de distanța dintre secții.
Procedura de amplasare după proces implică parcurgerea următoarelor etape:
1. Se elaborează o matrice care prezintă fluxul de piese și materiale de la o secție/departament la alta/altul.
2. Se determină necesarul de spațiu pentru fiecare secție.
3. Realizarea unei diagrame inițiale de succesiune a secțiilor/atelierelor prin care vor trece piesele. Se încearcă amplasarea în apropiere a secțiilor care generează fluxuri mari de piese sau materiale.
4.Determinarea costurilor acestei amplasări, folosind o formulă de minimizare a costurilor totale de deplasare/transport. Costul total de transport al unei variante este de forma:
C = (Σ ΣLij.Dij)K =min
în care: Lij este numărul de sarcini deplasate între secțiile i și j ;
Dij - distanța dintre secțiile i și j ;
K - costul deplasării unei sarcini pe unitatea de distanță.
5. Folosind metoda aproximațiilor succesive (engleză : trial and error method) se urmărește să fie îmbunătățită amplasarea secțiilor.
6. Elaborarea unui plan de amplasare detaliat al secțiilor/departamentelor, ținând cont de suprafața utilă, de căile de acces și de aprovizionare, inclusiv prin luarea în considerare a unor restricții suplimentare, determinate de asigurarea cu utilități sau de restricții de rezistență a clădirii.

## Dezvoltarea amplasării pentru fabricația în celule
Pentru dezvoltarea (proiectarea) unei amplasări aplicate la fabricația în celule sunt necesare următoarele etape:
1. Piesele care necesită o succesiune comună a operațiilor sunt grupate într-o „familie”. În acest scop se utilizează sisteme de clasificare și codificare computerizate.
2. Sunt identificate modele de fluxuri dominante în familiile de piese, ca bază pentru localizare și relocalizare.
3. Mașinile și procesele sunt grupate fizic în celule de fabricație.
Pașii necesari pentru realizarea amplasării la fabricația celulară sunt:
٭dezvoltarea unui sistem de clasificare și codificare computerizată pentru piesele cu forme, dimensiuni, materiale, tratamente termice etc. diferite;
٭gruparea pieselor în „familii” pentru a forma grupe pentru celule, pe baza cerințelor și itinerariilor de prelucrare;
٭crearea amplasărilor fizice pentru poziționarea celulelor de fabricație una față de alta. În această fază, celulele de fabricație constituite sunt amplasate fizic pe suprafața disponibilă a atelierului sau secției.
Realizarea unei amplasări celulare este o decizie care va fi inclusă în strategia întreprinderii referitoare la alegerea tehnologiilor ce vor fi adoptate.

## Echilibrarea liniilor de asamblare
Echilibrarea liniilor (engleză :line balancing) sau echilibrarea liniilor de asamblare este o problemă de repartizare a elementelor de lucrări (sarcinilor) la posturile de lucru în lungul unei linii de asamblare, astfel încât repartizarea să fie optimă într-un anumit sens. Scopul echilibrării liniilor este să se obțină o repartizare a sarcinilor la posturile de lucru astfel încât să rezulte cerințe de timp aproximativ egale. Unele posturi de lucru sunt capabile să producă la viteze mai mari decât altele, însă astfel de linii neechilibrate nu sunt de dorit din cauza utilizării ineficiente a forței de muncă și a echipamentelor.
Definiția clasică a problemei de echilibrare a liniilor, denumită și problema simplă a echilibrării liniilor de asamblare  este următoarea. Fiind dat un set de sarcini cu durate diferite, un set de restricții de precedență între sarcini și un set de posturi de lucru, să se repartizeze fiecare sarcină la câte un post de lucru, astfel încât nici o restricție de precedență să nu fie încălcată iar repartizarea să fie optimă. Relația de precedență specifică ordinea în care trebuie efectuate lucrările de asamblare, conform procesului tehnologic de asamblare. Criteriul de optimizare dă naștere la două variante ale problemei : fie timpul pe ciclu este dat și nu poate fi depășit de suma duratelor tuturor sarcinilor repartizate la orice post, iar numărul de posturi este minimizat, fie numărul de posturi este fixat iar timpul pe ciclu egal cu cea mai mare sumă a duratelor sarcinilor repartizate la un post trebuie să fie minimizat.
Dacă fiecare post de lucru va utiliza o cantitate egală de timp pentru efectuarea sarcinii repartizate, nu vor exista timpi în gol. Pașii pentru egalizarea duratelor de efectuare a sarcinilor pe posturi sunt următorii:
٭definirea sarcinilor (lucrărilor de asamblare);
٭identificarea diagramei de precedență care indică succesiunea și timpul de efectuare a fiecărei sarcini;
٭calculul numărului minim de posturi de lucru necesare, prin împărțirea sumei timpilor pe sarcini la timpul pe ciclu;
٭aplicarea unor reguli euristice de repartizare a sarcinilor la fiecare post; diferitele euristici dau rezultate diferite;
٭evaluarea eficacității și eficienței sistemului de posturi de lucru;
٭căutarea unor îmbunătățiri ulterioare.
Există o serie de reguli euristice care oferă seturi optime de repartizare a sarcinilor. Dintre aceste reguli euristice se pot menționa:
٭repartizarea sarcinilor în ordinea celor mai multe sarcini ulterioare (succesoare): se repartizează mai întâi sarcinile cu cel mai mare număr de sarcini succesoare;
٭repartizarea sarcinilor în ordinea celei mai mari ponderi poziționale. Ponderea pozițională reprezintă timpul pe sarcina respectivă la care se adaugă suma timpilor pe sarcină ai tuturor sarcinilor care o urmează.
Aplicarea metodei ponderii poziționale necesită parcurgerea următoarelor etape:
1. Se construiește o diagramă a relațiilor,ce reflectă condiționările dintre sarcini: ce sarcină trebuie să fie efectuată înainte ca o nouă sarcină să fie realizată.
2.Pentru fiecare sarcină se adaugă durata de execuție precum și duratele tuturor sarcinilor care o urmează în mod direct sau indirect. Această valoare este denumită pondere pozițională pentru fiecare sarcină. Duratele de execuție ale sarcinilor sunt estimate luând în considerare valorile medii cu privire la standardele de muncă și personalul folosit.
3. Se selectează sarcina cu cea mai mare pondere pozițională și aceasta este repartizată la primul post de lucru.
4. Se selectează sarcina cu următoarea pondere pozițională (în ordine descrescătoare) și se repartizează la postul de lucru cel mai apropiat, luând în considerare următoarele restricții:
٭timpul total (al sarcinilor) repartizate la un post de lucru nu poate depăși durata ciclului de producție;
٭toate sarcinile precedente ale unei anumite sarcini trebuie să fie repartizate la acel post de lucru sau la unul anterior. Dacă sarcina nu satisface aceste condiții pentru un post de lucru existent, atunci se creează un nou post de lucru pe linia de asamblare și sarcina este repartizată acestuia.
Sarcinile cu ponderile cele mai mari reflectă cel mai mare volum de muncă ce urmează să fie efectuat și faptul că sarcinile ulterioare depind de ele.
Timpul cel mai mare de ocupare al unui post de lucru limitează ritmul de producție, iar acest post de lucru constituie un „punct îngust” care controlează ritmul de producție. Ciclul de producție poate fi redus numai dacă se micșorează volumul de muncă la nivelul postului de lucru ce reprezintă un „punct îngust” în ceea ce privește viteza de procesare a liniei. Practic, se poate lua o sarcină de la „punctul îngust” pentru a fi transferată la un alt post de lucru, cu restricția de a nu fi încălcate relațiile de condiționare dintre sarcini.

## Amplasări în organizații de servicii
Diferența fundamentală între amplasările facilităților în servicii și amplasarea utilajelor în fabricație este aceea că multe facilități în servicii există pentru a aduce împreună clienții și serviciul. Amplasarea facilităților în organizații de servicii se proiectează după gradul de contact între client și serviciul oferit clientului. Amplasările în servicii pot fi organizate după tipurile de amplasări convenționale, după cum este necesar. De exemplu, într-un service auto se adoptă amplasarea după produs, în care activitățile pentru service-ul necesar unui autovehicul se efectuează în succesiunea necesară, indiferent de tipul autovehiculului. Într-o unitate comercială de tip fast food este adoptată aranjarea pe linie în flux.
Unele reguli specifice pot fi formulate pentru amplasări în depozite, în magazine de retail (en detail) sau în birouri. 
Astfel, pentru amplasările în depozite, frecvența comenzilor pentru produsele depozitate este un factor principal. Produsele care sunt solicitate frecvent trebuie să fie amplasate în apropiere de intrarea în depozit. Alte considerații includ lățimea și înălțimea rafturilor de depozitare, încărcarea/descărcarea cu stivuitoare etc. și necesitatea de a calcula periodic stocurile. Un obiectiv suplimentar este necesitatea de a asigura încărcarea și descărcarea ușoară a vehiculelor de transport al materialelor depozitate.
Magazinele en detail, spre deosebire de unitățile de fabricație, trebuie să aibă în vedere prezența clienților și oportunitățile asociate, pentru a influența  atitudinile de cumpărare ale clienților. De exemplu, magazinele de tip supermarket plasează produsele lactate în apropierea spatelui magazinului, astfel încât clienții care se deplasează prin magazin pentru un litru de lapte să traverseze și alte sectoare ale magazinului. Aceasta mărește probabilitatea ca un client care remarcă un produs de interes să aibă impulsul de a-l cumpăra. În mod suplimentar, articolele scumpe cum sunt produsele din carne sunt plasate deseori astfel încât clienții să le observe frecvent. În general, supermarketurile încearcă să-și maximizeze etalarea mărfurilor oferite spre vânzare. Vânzările și profitabilitatea variază direct proporțional cu etalarea reușită a mărfurilor.
Amplasările din birouri trebuie să fie configurate astfel încât transferul fizic de informații (al documentelor oficiale administrative) să fie optimizat.Responsabilitatea birourilor de afaceri este de a produce informații, indiferent dacă sunt diseminate în formă fizică (rapoarte, memorii), electronică (fișiere de calculator) sau orală (telefon, întâlniri față în față). Criteriile de amplasare în birouri , deși dificil de cuantificat, sunt minimizarea costului comunicațiilor și productivitatea angajaților. Comunicația orală poate fi ameliorată prin utilizarea unor pereți despărțitori cu înălțime mică ai compartimentelor și prin pereți din sticlă. În prezent, amplasările în birouri au suferit transformări importante, deoarece fluxul de lucrări pe hârtie este înlocuit cu utilizarea crescândă a serviciilor IT (vezi și secțiunea „Amplasări în birouri”).

## Configurarea fluxurilor de activități în magazine
Configurarea fluxurilor de activități în magazinele cu amănuntul se bazează pe premiza că vânzările și profitabilitatea variază în mod direct cu maximizarea expunerii produselor pe rafturi.
Aranjamentul general din majoritatea magazinelor poate lua în considerare următoarele recomandări:
٭localizarea în zonele de margine ale magazinului a articolelor ce sunt achiziționate frecvent. Astfel, se pot amplasa produsele lactate într-o parte a magazinului, iar cele de panificație în cealaltă;
٭utilizarea pozițiilor proeminente pentru produse cu marje mari de câștig și atractive pentru cumpărători, ca de exemplu produsele de cosmetică, obiecte de menaj etc.;
٭amplasarea produselor care pot avea un rol dominant în achizițiile cumpărătorilor, de exemplu a produselor alimentare, pe ambele părți ale unui culoar, dar separate între ele, pentru a îmbunătăți vizibilitatea lor;
٭utilizarea cât mai completă a spațiilor de la capetele culoarelor, deoarece acestea oferă o foarte bună expunere.
După realizarea amplasării generale în magazin, produsele trebuie să fie aranjate pentru vânzare. Principalul obiectiv este acela de a maximiza profitabilitatea pe metrul pătrat din suprafața magazinului.

## Configurarea fluxurilor de activități în depozite
Sarcina managementului constă în maximizarea utilizării spațiului util al unui depozit, menținând costurile cu manipularea articolelor stocate la un nivel redus. Costurile cu manipularea se referă la transport, stocare, încărcare/descărcare, regăsire etc. Aceste costuri vizează utilizarea echipamentelor speciale, protecția angajaților, utilizarea unor materiale necesare activităților, asigurări contra dezastrelor (de exemplu, incendii) etc.
Varietatea articolelor stocate și numărul de articole care trebuie găsite și transferate influențează în mod direct optimizarea activităților în depozite. Managementul depozitelor moderne utilizează sisteme automatizate de stocare și regăsire a pieselor sau produselor în depozite ASRS (engleză : Automated Storage and Retrieval Systems), sisteme automatizate de manipulare a materialelor și vehicule ghidate automat (AGV).
Proiectarea amplasării în depozite ține seama de tipul de mijloace de transport folosite de furnizori pentru a aproviziona depozitul (camioane, vagoane etc.) și de zona unde sunt acestea descărcate. În anumite companii, rampele de recepție sau descărcare și cele de livrare sau încărcare sunt identice, însă în alte companii acestea sunt separate.
Recepția și livrarea imediată a produselor urmărește evitarea stocării produselor , prin procesarea lor imediat ce au fost livrate. În centrele de distribuție, produsele presortate și etichetate sosesc la rampa de recepționare pentru a fi imediat livrate către alte destinații, evitându-se astfel activitățile de stocare, sortare și livrare.
Stocarea aleatoare a articolelor în depozite. Sistemul de urmărire automată a obiectelor, pe baza codului de bare, permite identificarea rapidă și precisă a articolelor. Acest sistem permite să fie utilizat întregul spațiu de stocare al depozitului, deoarece nu mai este necesară rezervarea unor spații de stocare pe tipuri de articole. Se reduc, astfel, și costurile cu forța de muncă.

## Amplasări în birouri
Amplasarea facilităților în birouri implică gruparea angajaților, a echipamentelor și a spațiilor disponibile, astfel încât acestea să ofere confortul angajaților, siguranță și să asigure o comunicare bună între angajați. Așa de exemplu, instalarea meselor și calculatoarelor trebuie să ofere confortul poziției angajaților, pentru a se evita prejudicii de sănătate sau poziții obositoare. Cel mai important obiectiv pentru amplasările în birouri constă în configurarea fluxurilor de informații.
În prezent, utilizarea sistemelor electronice de comunicare a îmbunătățit rezolvarea diferitelor sarcini cum sunt : încheierea de contracte, generarea de documente legale, înregistrări confidențiale etc. Managerii trebuie să analizeze modelele de comunicare convenționale și cele electronice, pentru a optimiza activitățile angajaților. Un instrument util pentru o astfel de analiză este graficul de proximitate. Acest grafic indică faptul că responsabilul cu tehnologia informației și comunicațiilor (TIC) trebuie să fie lângă zona de localizare a inginerilor, dar mai puțin aproape de secretariat și de fișetul cu documente și, în mod necondiționat, nu trebuie să fie lângă copiator sau arhivă.
În prezent,în proiectarea activităților din birouri se manifestă două tendințe importante. Prima este utilizarea din ce în ce mai extinsă a  TIC, respectiv a telefoniei mobile, Internetului, calculatoarelor, intranetului, extranetului sau a rețelelor de telecomunicații. A doua tendință se bazează pe existența companiilor virtuale care creează necesități dinamice de spațiu și servicii. Aceste două tendințe conduc la reducerea numărului de persoane în birouri.
Un software disponibil pentru planificarea amplasărilor în birouri este SMART DRAW.

## Software pentru amplasarea utilajelor
Au  fost dezvoltate mai multe modele de amplasare asistate de calculator care sunt implementate în programe CAD. Software CRAFT (engleză :computerized relative allocation of facilities technique) este un astfel de program care poate manipula până la 40 centre de prelucrare. Modelul CRAFT ia în considerare diferite tipuri de amplasări și diferite tipuri de manipulare a materialelor, între  centrele de prelucrare, pe care le poate utiliza o companie. Analistul furnizează amplasarea inițială, o matrice care identifică numărul de sarcini deplasate între centrele de prelucrare și o matrice care identifică costul transportului. După calculul costului amplasării inițiale, CRAFT schimbă locația perechilor sau tripletelor de centre de prelucrare care sunt adiacente sau se află în aceeași zonă și după mai multe iterații și evaluări sunt printate soluțiile finale care produc cea mai mare reducere estimată a costului. Sunt necesare  mai multe iterații deoarece o singură amplasare inițială nu garantează obținerea soluției optime,de aceea analistul va propune diferite variante ale amplasării inițiale. Algoritmul pentru modelul computerizat CRAFT a fost publicat de E.S.Buffa et al. (1964) Software CRAFT nu funcționează bine dacă utilajele de amplasat au suprafețe inegale. CRAFT a fost modificat frecvent, exemple de astfel de modificări sunt CRAFT-M, CRAFT-3D sau COFAD Software COFAD este o modificare a CRAFT și include costurile deplasărilor pentru toate variantele de sisteme de manipulare a materialelor (SMM) , astfel integrând problema selectării SMM cu problema amplasării. COFAD îmbunătățește amplasarea inițială, utilizând procedura CRAFT. Algoritmul determină apoi costul deplasărilor materialelor între fiecare pereche de utilaje, utilizând variante fezabile de SMM. Costurile deplasărilor astfel determinate sunt utilizate pentru a selecta SMM cu cost minim.
Alte software sunt: ALDEP (acronim pentru: Automated layout design program) și CORELAP (Computerized Relationship Layout Planning).
Produsul software CORELAPutilizează ratingul total de proximitate a fiecărui utilaj pentru a determina amplasarea. Ratingul total de proximitate al unui utilaj i este egal cu suma valorilor numerice ale relațiilor utilajului i cu celelalte utilaje și este obținut din diagrama relațiilor. CORELAP selectează utilajul inițial în funcție de valoarea ratingului total de proximitate. Utilajul cu cel mai mare rating este selectat și plasat în centrul suprafeței. Celelalte utilaje sunt apoi adăugate pe amplasare în funcție de relațiile de prioritate cu utilajele deja amplasate.
Planificarea sistematică a amplasărilor (engleză : Systematic Layout Planning- SLP) este o tehnică dezvoltată  de Richard Muther(1973), fiind considerată cea mai practică și organizată metodă pentru rearanjarea amplasărilor existente sau a unor noi amplasări. Este adaptabilă pentru fabrici, depozite, laboratoare, spitale, fabricația celulară, planificarea spațiului în birouri etc. La această metodă se utilizează o matrice oblică sau un grilaj pentru a indica importanța relativă a distanțelor dintre departamente (subunități de producție), grupe de lucrări sau perechi de mașini. Aplicarea metodei SLP comportă, în principal, trei etape: 1) determinarea relațiilor între diferitele subunități de producție sau perechi de mașini, pentru a stabili importanța relativă a acestor subunități/mașini unele în raport cu altele.În acest scop se construește o matrice cantitativă (diagrama relațiilor), care conține nivelul de interacțiune între perechile de departamente (subunitățile de producție); 2) determinarea spațiului necesar pentru fiecare subunitate de producție; 3) adaptarea dispunerii stabilite și a spațiilor disponibile, ținând seama de restricțiile impuse în realitate. În această etapă are loc evaluarea aranjamentelor alternative și se face selecția finală.

## Metoda distanței minime de deplasare a sarcinilor
Metoda minimizării distanțelor de deplasare a sarcinilor (engleză : Load-Distance Analysis Method) între centrele de prelucrare este un model matematic utilizat pentru a evalua amplasarea care asigură distanța totală minimă de transport al produselor în interiorul amplasării.
O unitate de producție care utilizează o amplasare orientată după proces produce produse diversificate, în fluxuri variabile de lucrări și manipulează o cantitate relativ mare de materiale. Managerii urmăresc să planifice o amplasare care minimizează fluxurile inutile între centrele de prelucrare. Modelul matematic al distanței minime de deplasare a sarcinilor minimizează fluxurile, prin luarea în considerare a numărului de sarcini deplasate între centrele de prelucrare și a distanței între fiecare pereche de centre de prelucrare. Sunt considerate „sarcini” : unități de fabricat, produse sau materiale.
Această metodă permite minimizarea costurilor pentru transportul sarcinilor, prin evaluarea variantelor de amplasare pe baza însumării produselor dintre distanțele totale de deplasare și numărul de unități de sarcini deplasate, pe perioada de o lună, pentru fiecare variantă de amplasare. Amplasarea cu cea mai mică distanță totală de deplasare a totalului sarcinilor este cea mai bună opțiune. Trebuie însă să se rețină că dacă numărul de centre de prelucrare este foarte mare, această metodă este dificil de aplicat.

## Amplasări de nouă generație
Pentru fabricile care se confruntă cu o mare varietate de produse sau o mare variabilitate a cerințelor de producție au fost identificate amplasări de nouă generație (engleză : next generation layout) în care se includ : amplasări distribuite, amplasări modulare și amplasări reconfigurabile
Conceptul amplasare distribuită se bazează pe noțiunea că dezagregarea departamentelor funcționale în sub-departamente mai mici și distribuirea lor în fabrică poate fi o strategie utilă în medii foarte variabile.
Amplasarea modulară este construită ca o rețea de module de bază, pentru unitățile de producție cu produse multiple. Se presupune că mixul de produse este cunoscut. Fiecare modul de amplasare este un grup de mașini, conectate printr-o rețea de fluxuri ale materialelor, cu un model (pattern) bine-cunoscut al fluxurilor.
Amplasarea reconfigurabilă se poate utiliza în cazul în care resursele pot fi ușor deplasate, astfel încât este realizabilă relocalizarea frecventă a secțiilor. Exemple de aplicare sunt: electronica de largă utilizare, fabricația de îmbrăcăminte.